# 練合站
練合站（日语：／ Neriya eki */?）是位於富山縣新湊市（現時：射水市）海老江練合，富山地方鐵道（地鐵）射水線的鐵路車站（廢站）。

## 歷史
- 1929年（昭和4年）7月2日：越中鐵道打出濱站（後來為打出站（第二代））至堀岡站之間開通，此站啟用[1][2]。
- 1943年（昭和18年）1月1日：隨著進行交通整合，成為富山地方鐵道射水線的車站[1][2]。
- 1980年（昭和55年）4月1日：射水線廢除，此站也被廢除[1][2]。

## 車站構造
截至車站廢除前，此站是一座地面車站，設有1面1線的單式月台。月台在路軌的北邊（新港東口方向的列車會開啟右邊車門）。
此站是無人車站。站舍在站內北邊，鄰接月台。站舍內部就有候車室。從道路至站舍之間會穿越田野。

## 車站周邊
車站附近較多稻田。在80年代起建設了名為「濱茄子台」的住宅區，已經看不到稻田。
- 國道415號（日语：国道415号）
- 富山縣道205號練合宮尾線（日语：富山県道205号練合宮尾線）
- 富山縣道41號新湊平岡線（日语：富山県道41号新湊平岡線）
- 富山商船高等專門學校（日语：富山商船高等専門学校） - 車站南邊[3]。現時為富山高等專門學校。在1985年（昭和60年）前，由於學校為全寮制（設有宿舍），因此沒有學生使用鐵路上學。
- 新湊市立東明小學 - 現時：射水市立東明小學（日语：射水市立東明小学校）。
- 足洗潟公園

## 現狀
在四方站遺址南方附近至終點站新港東口站附近之間的路軌遺址變成了單車徑。截至1997年（平成9年），路軌遺址繼續是一條單車徑。截至2006年（平成18年）和2010年（平成22年）也是同樣。
截至2010年（平成22年），車站遺址變成公園。

## 相鄰車站
富山地方鐵道
射水線
本江－練合－海老江

## 注腳
1. 1 2 3  《日本鐵道旅行地圖帳 全線全站全廢線 6 北信越》（監修：今尾惠介，新潮社，2008年10月發行）34頁
2. 1 2 3  （JTB出版，2010年4月發行）211-212頁
3. 1 2 3 4  《RM LIBRARY 107 富山地鐵笹津・射水線》（著：服部重敬，NEKO PUBLISHING，2008年7月發行）40-41頁
4. 1 2 3  《鐵道模型趣味》（機藝出版社）1981年3月號61頁
5. 1 2  （JTB出版，1997年）108-109頁
6. ↑  《富山廢線紀行》（著：草卓人，桂書房（日语：桂書房），2008年）66-67頁
7. 1 2  （著：寺田裕一，NEKO PUBLISHING，2010年12月發行）53頁
8. ↑  50-51頁

## 相關項目
- 日本鐵路車站列表 Ne